# Rudolf Seliger
Rudolf Seliger (* 20. září 1951, Mülheim an der Ruhr) je bývalý německý fotbalista, útočník.

## Fotbalová kariéra
Hrál za MSV Duisburg. V bundeslize nastoupil ve 288 utkáních a dal 65 ligových gólů. V Poháru UEFA nastoupil v 9 utkáních a dal 2 góly. Za západoněmeckou reprezentaci nastoupil v letech 1974-1976 ve 2 utkáních. Byl členem německé reprezentace na LOH 1972 v Mnichově, nastoupil v 6 utkáních a dal 2 góly.

## Ligová bilance
| Ročník                                 | Zápasy | Góly | Klub         |
| -------------------------------------- | ------ | ---- | ------------ |
| Německá fotbalová Bundesliga 1971/1972 | 21     | 1    | MSV Duisburg |
| Německá fotbalová Bundesliga 1972/1973 | 29     | 7    | MSV Duisburg |
| Německá fotbalová Bundesliga 1973/1974 | 32     | 4    | MSV Duisburg |
| Německá fotbalová Bundesliga 1974/1975 | 25     | 5    | MSV Duisburg |
| Německá fotbalová Bundesliga 1975/1976 | 33     | 4    | MSV Duisburg |
| Německá fotbalová Bundesliga 1976/1977 | 32     | 6    | MSV Duisburg |
| Německá fotbalová Bundesliga 1977/1978 | 33     | 16   | MSV Duisburg |
| Německá fotbalová Bundesliga 1978/1979 | 12     | 1    | MSV Duisburg |
| Německá fotbalová Bundesliga 1979/1980 | 18     | 8    | MSV Duisburg |
| Německá fotbalová Bundesliga 1980/1981 | 25     | 3    | MSV Duisburg |
| Německá fotbalová Bundesliga 1981/1982 | 28     | 10   | MSV Duisburg |
| CELKEM Německá fotbalová Bundesliga    | 288    | 65   |              |